# Sư đoàn Bộ binh 57 (Đức Quốc Xã)
Sư đoàn Bộ binh 57 (tiếng Đức: 57. Infanterie-Division), là một sư đoàn bộ binh của Đức Quốc xã được thành lập trong chiến tranh thế giới thứ 2. Được thành lập vào ngày 26 tháng 8 năm 1939 tại Landshut.

## Lịch sử
Sư đoàn Bộ Binh 57 được thành lập vào ngày 26 tháng 8 năm 1939, trong được tổng động viên lần thứ hai của Đức. Trong cuộc xâm lược của Đức-Liên Xô vào Ba Lan, sư đoàn vẫn đóng ở Saarland.
Sư đoàn được chuyển tới Ba Lan vào tháng 8 năm 1940 cho khi tham gia chiến dịch Barbarossa vào tháng 6 năm 1941. Và sư đoàn nằm trong biên chế của cụm tập đoàn quân Nam, phụ trách tấn công Kiev.

## Sĩ quan chỉ huy
- Trung tướng Oskar Blümm, 01 tháng 9 năm 1939 - 26 tháng 9 năm 1941
- Anton Dostler, 26 tháng 9 năm 1941 - 10 tháng 4 năm 1942
- Oskar Blümm, 10 tháng 4 năm 1942 - 10 tháng 10 năm 1942
- Friedrich Siebert, ngày 10 tháng 10 năm 1942 - 20 tháng 2 năm 1943
- Otto Fretter Pico, 20 tháng 2 năm 1943 - ngày 01 tháng 9 năm 1943
- Trung tướng Vincenz Müller, ngày 01 tháng 9 năm 1943 - 19 tháng 9 năm 1943
- Thiếu tướng Adolf Trowitz, ngày 19 tháng 9 năm 1943 - ngày 07 tháng 7 năm 1944

## Biên chế

### Năm 1939
- Trung đoàn Bộ binh 179
- Trung đoàn Bộ binh 199
- Trung đoàn Bộ binh 217
- Trung đoàn Pháo binh 157
- Tiểu đoàn Công binh 157
- Tiểu đoàn Trinh sát 157

### Năm 1944
- Trung đoàn Lính phóng lựu 164
- Trung đoàn Lính phóng lựu 199
- Trung đoàn Lính phóng lựu 217
- Tiểu đoàn Súng trường 57
- Trung đoàn Pháo binh 157
- Tiểu đoàn Công binh 157